# Damping
La amortiguación (del inglés damping) es una técnica musical a través de la cual se altera el sonido de un instrumento musical. Existen toda una serie de métodos de amortiguación en función del tipo de instrumento.

## Guitarra
En la guitarra, la amortiguación (también conocido como estrangulación) es una técnica donde, inmediatamente después de tocar las cuerdas, el sonido es reducido presionando la palma de la mano derecha contra las cuerdas (lo que puede llevar a apagar el sonido en el silenciado de cuerdas) o bien relajando la presión de los dedos de la mano izquierda sobre las cuerdas. El scratching se lleva a cabo cuando las cuerdas son tocadas al tiempo que se tapan, haciendo la amortiguación antes de tocar. El término parece referirse al sonido producido. 
Floating es la técnica mediante la que un acorde es mantenido pasado un dieciseisavo de nota en vez en la nota pulsada. El término se refiere a la forma en que la mano derecha flota sobre las cuerdas en vez de mantenerse pulsando la cuerda.
Skanking es lo que ocurre cuando una nota es aislada haciendo damping con la mano izquierda en cuerdas adyacentes a aquellas donde el traste es utilizado completamente, produciendo la nota deseada. Esta técnica es especialmente popular entre los guitarristas de ska, rocksteady y reggae, quienes la utilizan prácticamente en cada riddim que tocan.
El amortiguamiento es posible en otros instrumentos de cuerda parando la vibración de las cuerdas utilizando la mano izquierda, de modo similar a la guitarra. 

## Piano
En el piano, el damping es controlado mediante el pedal y las teclas.